# Ivan Vargić
Ivan Vargić (Đakovo, 15. ožujka 1987.) bivši je hrvatski nogometaš koji je igrao na mjestu vratara.

## Klupska karijera

### S.S. Lazio
Talijanski nogometni klub S.S. Lazio i HNK Rijeka su posljednjeg dana zimskog prijelaznog roka u sezoni 2015./16. dogovorili transfer Vargića u Lazio za 2,7 milijuna eura. Vargić je potpisao četverogodišnji ugovor s rimskim klubom. Vargić je u Italiju otišao na ljeto 2016., a u Rijeci je ostao do tada na posudbi. Njegov je transfer drugi najveći u povijesti kad su u pitanju hrvatski vratari. Rekorder je Matej Delač, za kojeg je Chelsea 2010. Interu platio tri milijuna eura.

## Priznanja

### Klupska
Rijeka
- Hrvatski nogometni kup (1): 2014.
- Hrvatski nogometni superkup (1): 2014.

## Vanjske poveznice
- Ivan Vargić na hnl-statistika.com